# Marek Čech
Marek Čech (født 26. januar 1983 i Trebišov, Tjekkoslovakiet) er en slovakisk tidligere fodboldspiller, der spillede som venstre back eller venstre kant. Han spillede gennem karrieren for blandt andet Inter Bratislava i sit hjemland, tjekkiske Sparta Prag samt for FC Porto i Portugal og West Bromwich i England.

## Landshold
Čech nåede 52 kampe og fem scoringer for Slovakiets landshold, som han debuterede for i 2004. Han var med til at kvalificere landet til VM i 2010 i Sydafrika.